# 西能源四郎
西能 源四郎（さいのう げんしろう、1859年12月4日（安政6年11月11日）- 1916年（大正5年）12月6日）は、日本の実業家、政治家。富山県会議員や衆議院議員を務め、両砺銀行を設立し頭取となった。幼名・源之助、本名・義彰、通称・源四郎。号・五州、士強、耕萬里。

## 経歴
越中国礪波郡広安村（のち富山県東礪波郡福野町を経て、現南砺市）で、先代・西能源四郎の長男として生まれる。11歳で父が死去したため、母の実家で養育され、祖父・天富鼎太郎の薫陶を受けた。その後、富山藩儒・岡田呉陽の家塾で漢文、詩文を修めた。
自由民権運動に加わり、島田孝之らの越中改進党に参加した。富山県会議員を3期務めた（明治19年9月〜同12年2月、同21年3月〜同25年6月、同29年8月〜同年10月）。1905年5月15日投票の第10回衆議院議員総選挙に富山県郡部から出馬して当選し、衆議院議員を一期務め、この間、憲政本党、立憲国民党に所属した。
実業界では、中越鉄道会社の発起人に加わり、1900年、両砺銀行頭取に就任した。
また、福野南部小学校(旧東砺波郡福野町・現南砺市) の校歌を作詞した。